# Несвижская учительская семинария

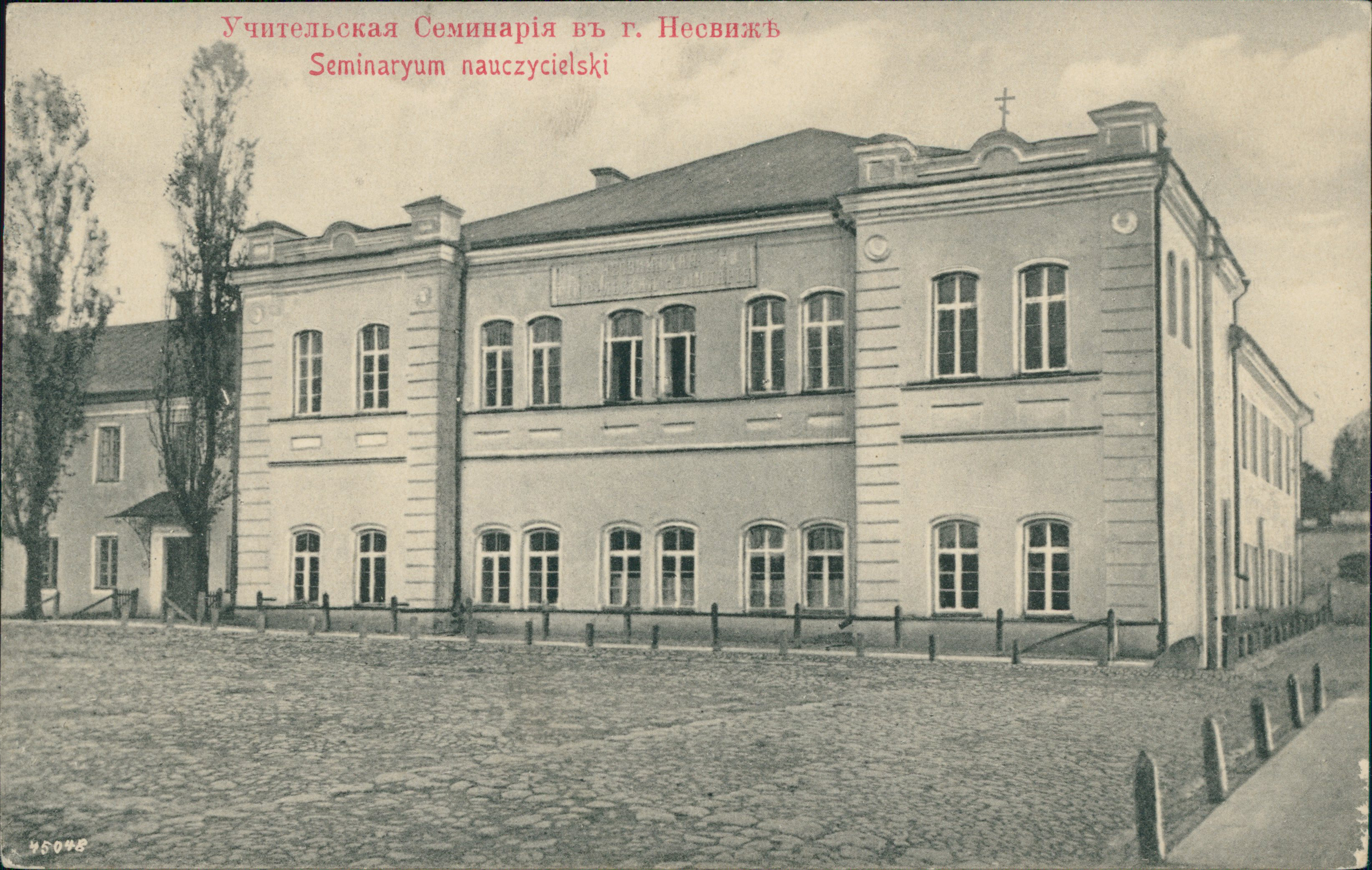
Несвижская учительская семинария в начале 20 века.

Несвижская учительская семинария — учебное заведение по подготовке учителей начальных классов, действовавшее в Несвиже с 1875 по 1919 годы. Он занимал здание упраздненного доминиканского монастыря .

## История
Была открыта по инициативе правительства как «просветительский и воспитательный форпост, который послужит противодействием польскому католицизму, гнездящемуся в Несвиже и его окрестностях». Финансировалась из государственного бюджета, также получала финансовую помощь от местной сельской общины, Несвижского уездного земского управления. «Это была самая удобная школа для тех, кому не на что было учиться: там не взимали плату за обучение, а лучшим ученикам, которые хорошо учились, давали стипендию» .
Срок обучения 3-5 лет. Имелись физический, природоведческий кабинеты, химическая лаборатория, класс для занятий ручным трудом, актовый зал, ученическая домовая православная церковь, общежитие для учащихся. В начале 1900-х годов при семинарии была создана метеорологическая станция, в 1910 году — музей наглядных научным пособий и приспособлений. Состоянием на 1914 год фундаментальная библиотека семинарии имела 1850 наименований книг (3630 томов), ученическая библиотека соответственно 980 и 1710 (при семинарии действовала образцовая начальная школа (училище)).
Во время Первой мировой войны семинария была эвакуирована в Вязьму, где работала с 1915 по 1917 год. В то время на учёбу принимали в основном беженцев — белорусов. После Февральской революции стали принимать людей неправославной веры и женщин. Летом 1917 года по ходатайству Несвижской городской управы семинария была возвращена в Несвиж. Педагогический совет семинарии разработал программы и курсы, связанные с белорусской историей и языком. Курс лекций по истории Беларуси читал С. А. Кулагин, её географию читал С. А. Гуринович. В. Годлевский преподавал белорусский язык, а также для учащихся-католиков преподавал на белорусском языке основы религии. При семинарии открылась белорусская библиотека-читальня. В октябре 1919 года В. Годлевскому было поручено провести белорусизацию семинарии.
В декабре 1919 года семинария закрылась в связи с отказом польских оккупационных властей в финансировании.

## Известные студенты
- Адам Богданович
- Антон Галина
- Павел Демидович
- Якуб Колас
- Янка Нёманский
- Александр Сержпутовский
- Василий Сташевский
- Кузьма Чорный